# Rachel Yang Bingjie
Rachel Yang Bingjie (chiń. upr. 杨冰洁; chiń. trad. 楊冰潔; pinyin Yáng Bīngjié; ur. 28 lutego 1982) – singapurska lekkoatletka specjalizująca się w skoku o tyczce.

## Osiągnięcia
- srebrny medal mistrzostw Azji (Amman 2007)

## Rekordy życiowe
- skok o tyczce – 3,91 (2017) rekord Singapuru
- skok o tyczce (hala) – 3,46 (2015) rekord Singapuru[1]